# 535

## Събития
- Велизарий пристига с византийска войска в Сицилия.

## Починали
- 30 април – Амалазунта, кралица на остготите (526 – 535), убита, дъщеря на Теодорих Велики.
- 8 май – Йоан II, римски папа